# Bernd Althusmann
Bernd Althusmann, född 3 december 1966 i Oldenburg, är en tysk politiker (CDU).
Althusmann var ledamot av lantdagen i förbundslandet Niedersachsen 1994–2009, blev statssekreterare i delstatens Kultusministerium 2009 och var 2010–2013 kultusminister. Han var minister för näringsliv, arbete, kommunikationer och digitalisering 2017–2022 i samma delstat.